# Trak FM Pamplona
Trak FM Pamplona, popularmente Trak FM, es una emisora de radio con sede y estudios en Tajonar que emite para el área metropolitana de Pamplona en la frecuencia 101.6 FM. Con unos contenidos dirigidos preferentemente a un público joven y adulto sus emisiones son accesibles también desde aplicaciones para teléfonos móviles e internet. Aunque se ha presentado a concursos no cuenta con licencia oficial de emisión.
Con emisiones ininterrumpidas desde su creación en septiembre de 1987 su programación comprende las 24 horas del día todos los días del año. Incluye programas musicales de diferentes géneros con predominio de la música dance, radiofórmula con éxitos actuales y música comercial, transmisiones deportivas especialmente del Club Atlético Osasuna, programas temáticos y especiales realizados desde distintas ubicaciones.

## Historia

### Fundación
El germen de Trak FM Pamplona fue una emisora de radio escolar: Radio Artemis. En septiembre de 1987 un grupo de profesores que impartían clase en el Colegio Nuestra Señora de la Compasión del barrio de la Rochapea (Pamplona) decidieron fundar un taller de radio. La intención inicial era potenciar la formación de los alumnos implementando un taller de radio como actividad extraescolar y ampliar la oferta de actividades de ocio y tiempo libre. Para ello contaron con el apoyo del colegio que proporcionó la infraestructura para poner en marcha esta iniciativa.
Las primeras emisiones se inauguraron con equipos de baja potencia, que apenas cubrían el propio barrio desde donde se emitía, y unos pequeños estudios ubicados en el interior del edificio principal. La programación, realizada por los alumnos con el seguimiento y tutorización inicial de los profesores, constaba de unas pocas horas de emisión vespertina, desde el final de las clases hasta el anochecer, de lunes a viernes.

### Años 1990
Tras unos primeros años de asentamiento en 1991, partiendo de la acogida y experiencia alcanzada con Radio Artemis, se produce el progresivo crecimiento, difusión al resto de la ciudad y a otros sectores sociales y juveniles. Poco a poco se produce la transformación de la inicial emisora escolar a una radio local juvenil. El espíritu desde ese momento, que se ha mantenido con altibajos hasta la actualidad, ha sido el mantenimiento de una emisora local, enfocada al segmento juvenil y joven adulto, que ofrezca espacios de temática variada e innovadora, comercial o alternativa. A diferencia de otras emisoras locales sin licencia de Navarra, como Eguzki Irratia, Radio Universidad de Navarra o Radio María, Trak FM no cuenta con un marcado perfil político o confesional. En esta época la emisora se financiaba con las cuotas mensuales de los locutores y acciones como la participación en las fiestas del barrio, conciertos o fiestas, ya que no contaba con financiación, publicidad o patrocinios.
El punto de partida de esta nueva etapa culmina con el renombrado de la emisora a su actual denominación: Trak FM Pamplona. Culmina con la incorporación de jóvenes locutores y colaboradores que proceden de diferentes entornos, incluido el universitario, con nuevos programas y propuestas diferentes. Se pone en marcha una radiofórmula, al estilo de la emitida por otras emisores profesionales, como Los 40 o Cadena 100, y se estandariza tanto la escaleta de contenidos de los programas como los propios horarios de emisión. Poco a poco se incrementan las horas de emisión, primero incluyendo los fines de semana, y posteriormente ampliándose hasta cubrir las 24 horas todos los días del año.
En 1998 se constituye una asociación sin ánimo de lucro, denominada Asociación Trak Onda Joven, formada por los locutores para la gestión de la emisora. Se nombró un equipo coordinador, elegido en elecciones, para canalizar todo el funcionamiento. Mensualmente se realizaban reuniones para verificar el funcionamiento de la emisora, reservar horarios, proponer nuevos programas o realizar actividades externas como fiestas en discotecas, colaboración en conciertos y otras actividades que ayudaran a su financiación. Se construyen y estrenan dos nuevos estudios, cedidos por el Colegio en sus instalaciones pero con entrada independiente. También se acomete la mejora de los equipos de emisión para ampliar el área a toda el área metropolitana de Pamplona.

### Desde 2000
Tras unos años de consolidación y crecimiento en junio de 2003 se constituye una empresa, denominada Flash & Shock, formada por personas integrantes de la asociación que hasta ese momento gestionaba la emisora y todos los productos derivados de la misma. 
En 2010 se produce un cambio de sede desde el Colegio Nuestra Señora de la Compasión hasta la cercana localidad de Artica y se inauguran nuevos estudios. Las emisiones se digitalizan y comienza la emisión por internet. La parrilla se modifica mediante la reducción de locutores, la selección de espacios en emisión y la puesta en marcha de convenios y colaboraciones con diferentes entidades.
Con el cambio de década se produce un nuevo traslado de estudios desde Artica hasta Tajonar desde donde se realiza y emiten los programas que se mantienen en emisión.

## Programación
En mayo de 2022 la programación de Trak FM incluye los siguientes espacios:
- 4 players:[28] magacín sobre videojuegos con Iñaki Monteano, Fermin Peguero, Urko Saldaña y Jonathan Monreal
- A por ellos retransmisiones Osasuna:[29] retransmisiones de los partidos de Osasuna con Iñigo Soravilla, Pello García, Josemi Aldaz y José Ramón Pinillos
- A por ellos tertulia Osasuna:[30] la actualidad de Osasuna con Dani Imizcoz, Santiago Marcos, Iñigo Soravilla,  Pello García, Lourdes Ijurco, Alberto Fernandez y Jesús Echeverria
- Del reino show:[31] musica urban, latina y ritmos actuales
- Descubre:[32] magacín musical con Bruno Navarro y Celia Lucía López
- Entra al trapo:[33] magacín con curiosidades, anécdotas, humor, efemérides, entrevistas y música con Iñaki López, Iban Lizarraga y Naroa Lacunza
- Extra-Nrg:[34] música trance con Javitron
- Fiesta Latina:[35] música latina, bachata, salsa, denboo, reguetón o electro latino con El Gringo
- Fórmula Trak:[36] radiofórmula, pop nacional e internacional, urban, dance, latino, house y las nuevas tendencias con Iñigo Vales
- H Sound:[37] música dance con Andrés Honrubia
- Hit Clubbing:[38] música dance con DJ Frisco
- In Time Show Session:[39] música dance y house actual con Santi Abellán y Nika García
- Los Traks de la semana:[40] resumen y novedades de la radiofórmula con Iñigo Vales
- Mastralla:[41] música dance remember con Javitron, César Alonso y DJ Ess
- MegaTrakDance:[42] música dance y electrónica con DJ Zurdi
- Music Factory:[43] música dance con Luis de Frutos
- Non Time by Santi Abellán DJ:[39] música dance y house remember con Santi Abellán
- Por fin es sábado:[44] magacín musical, noticias y actualidad deportiva con Luis Valcárcel
- Planeta ruido:[45] música rock con Kiko Casado[46]
- Top Fórmula:[47] música dance con Iván Zayas
- Trak 30:[48] presentación de la nueva radiofórmula semanal con Iñaki Monteano
- Trak Vintage:[49] música del recuerdo con Iñaki López y José Ignacio Sanz
- Trending Traks:[50] adelantos y novedades musicales de la radiofórmula con Iñaki Monteano
- Turbotrak:[51] magacín sobre motor con David Zufía y Daniel Catena
- Vuelo del navegante:[52] música chill out, ambient y sonidos étnicos con David Zufía
- XTIME:[53] música dance remember con Andrés Honrubia